# Chrysophyllum capuronii
Chrysophyllum capuronii – gatunek drzew należących do rodziny sączyńcowatych. Jest endemitem małej wyspy w zatoce Antogila w Madagaskarze.